# Broxeele
Broxeele (niederländisch Broksele) ist eine französische Gemeinde mit 411 Einwohnern (Stand 1. Januar 2022) im Département Nord in der Region Hauts-de-France.

## Geografie
Die Gemeinde liegt in Französisch-Flandern, einem im späten 17. Jahrhundert (endgültig im Frieden von Utrecht 1713) an Frankreich gelangter Teil der Niederlande, in dem die Bevölkerung teilweise noch niederländisch spricht, was die Herkunft des Ortsnamens erklärt. Broxeele liegt zwölf Kilometer nördlich von Saint-Omer und 26 Kilometer südlich von Dünkirchen. Umgeben wird Broxeele von den Nachbargemeinden  Volckerinckhove im Norden, Bollezeele im Nordosten (Berührungspunkt), Rubrouck im Osten, Buysscheure im Süden sowie Lederzeele im Westen.

## Geschichte
Der Name des Ortes wurde erstmals 1072 als Brocsela erwähnt. Er leitet sich aus dem althochdeutschen bruho, bruoc "Bruch", "Sumpf" und seli "Wohnsitz", Halle" ab, aus dem das altniederländische Broek sele wurde, und bedeutet „Haus in der Marsch“ oder „Haus im Sumpf“. Die etymologische Bedeutung entspricht der Namensherkunft von Bruchsal und von Brüssel. Mit der belgischen Hauptstadt besteht eine Partnerschaft.

## Bevölkerungsentwicklung
| Jahr                       | 1962 | 1968 | 1975 | 1982 | 1990 | 1999 | 2010 | 2020 |
| Einwohner                  | 249  | 209  | 190  | 211  | 270  | 269  | 304  | 397  |
| Quellen: Cassini und INSEE |      |      |      |      |      |      |      |      |

## Sehenswürdigkeiten

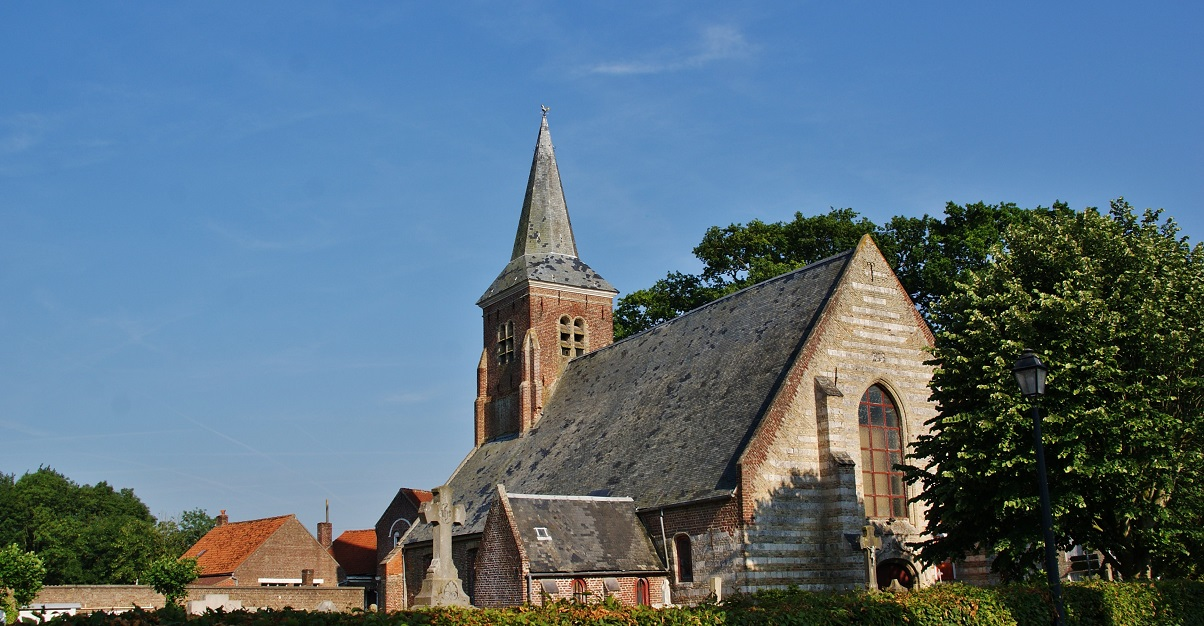
Kirche Saint-Quentin

- Kirche Saint-Quentin